# Baboul Haoussa
Baboul Haoussa (auch: Baboul, Baboul 1, Babul) ist ein Dorf in der Landgemeinde Tirmini in Niger.

## Geographie

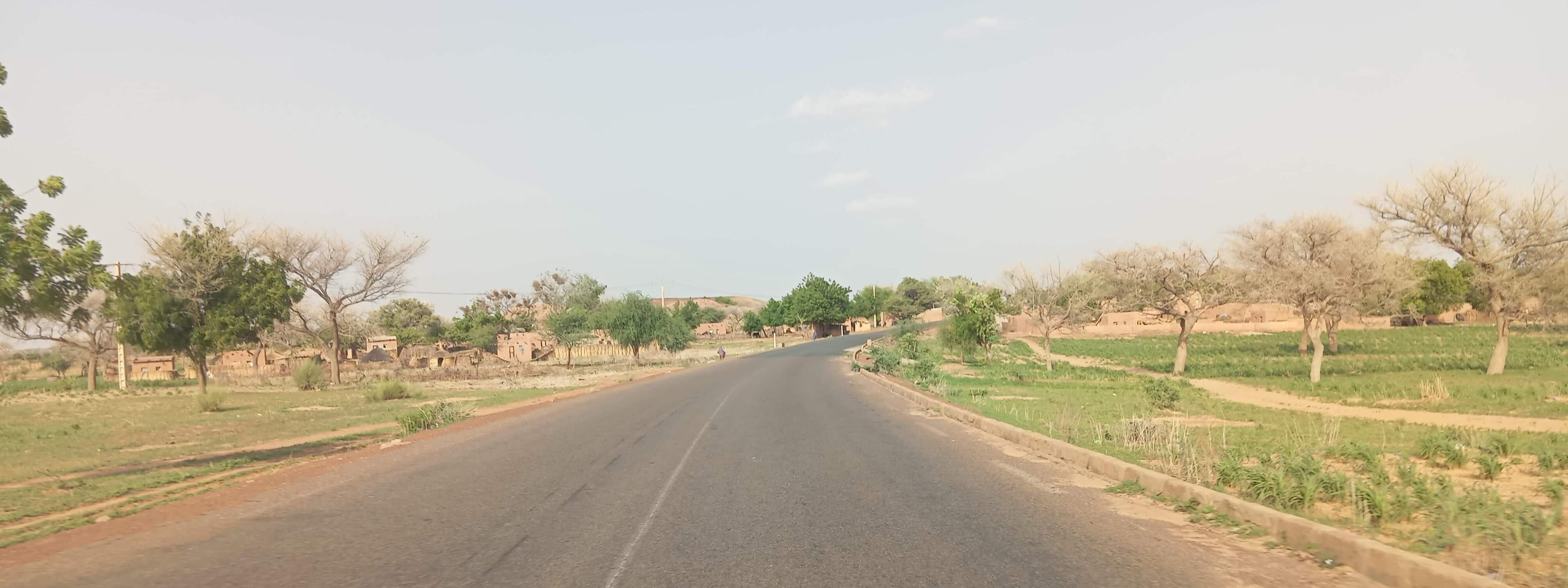
Ortsansicht von Baboul Haoussa (2024)

Das von einem traditionellen Ortsvorsteher (chef traditionnel) geleitete Dorf befindet sich rund 22 Kilometer südwestlich des Hauptorts Tirmini der gleichnamigen Landgemeinde, die zum Departement Takeita in der Region Zinder gehört. Zu den Siedlungen in der näheren Umgebung von Baboul Haoussa zählen Toudoun Aggoua im Nordosten, Daratchama im Südosten und Takeita im Südwesten. Baboul Haoussa liegt auf einer Höhe von 454 m.
Es herrscht das Klima der Sahelzone vor, mit einer durchschnittlichen jährlichen Niederschlagsmenge zwischen 300 und 400 mm. Beim Dorf erstreckt sich ein kleiner See, die Mare de Baboul. Zu den hier beobachteten Vogelarten zählen: der Flussuferläufer (Actitis hypoleucos), der Graureiher (Ardea cinerea), der Kuhreiher (Bubulcus ibis), der Zwergstrandläufer (Calidris minuta), der Kampfläufer (Calidris pugnax), der Flussregenpfeifer (Charadrius dubius), das Blässhuhn (Fulica atra), die Bekassine (Gallinago gallinago), die Teichralle (Gallinula chloropus), der Zwergadler (Hieraaetus pennatus), der Stelzenläufer (Himantopus himantopus), der Schwarzmilan (Milvus migrans), der Löffler (Platalea leucorodia), der Dunkelwasserläufer (Tringa erythropus), der Grünschenkel (Tringa nebularia), der Waldwasserläufer (Tringa ochropus), der Teichwasserläufer (Tringa stagnatilis) und der Spornkiebitz (Vanellus spinosus). Im Ort wurden folgende Schlangenarten gesichtet: Dasypeltis sahelensis, die Weißbauch-Sandrasselotter (Echis leucogaster), die Sahara-Sandboa (Eryx muelleri), Psammophis elegans, die Gestreifte Sandrennnatter (Psammophis sibilans), die Moilanatter (Rhagerhis moilensis), Spalerosophis diadema und Telescopus tripolitanus.

## Bevölkerung
Bei der Volkszählung 2012 hatte Baboul Haoussa 1268 Einwohner, die in 208 Haushalten lebten. Bei der Volkszählung 2001 betrug die Einwohnerzahl 364 in 62 Haushalten und bei der Volkszählung 1988 belief sich die Einwohnerzahl auf 575 in 84 Haushalten.
Die Bevölkerungsdichte in diesem Gebiet ist mit über 100 Einwohnern je Quadratkilometer hoch.

## Wirtschaft und Infrastruktur

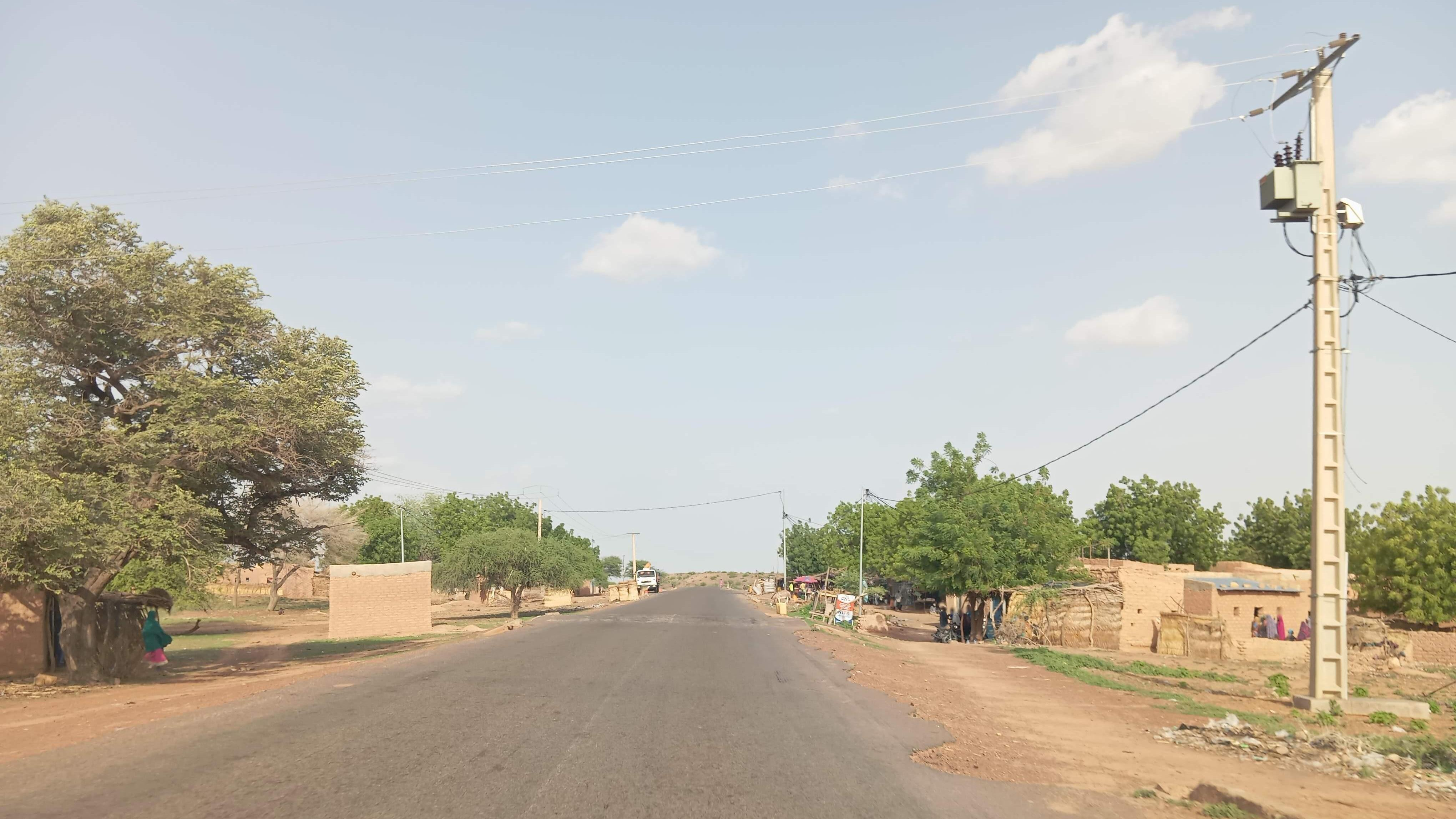
Nationalstraße 1 in Baboul Haoussa (2024)

In Baboul Haoussa wird Saatgut für Augenbohnen, Erdnüsse, Hirse, Mais, Sesam und Sorghum produziert. Das Gebiet der Ebenen im Süden der Region Zinder, in dem die Siedlung liegt, ist von einer anhaltenden Degradation der ackerbaulichen Flächen gekennzeichnet, die mit der hohen Bevölkerungsdichte in Zusammenhang steht.
Es gibt eine Schule im Dorf. Die asphaltierte Nationalstraße 1, die längste Fernstraße Nigers, führt durch Baboul Haoussa.